# Tomasz Malepszy
Tomasz Malepszy (ur. 12 września 1946 w Gronowie) – polski polityk, działacz PZPR, samorządowiec, od 1998 do 2014 prezydent Leszna.

## Życiorys
Ukończył studia na Politechnice Poznańskiej, po których pracował na Uniwersytecie im. Adama Mickiewicza w Poznaniu. W okresie PRL przez wiele lat działał w Polskiej Zjednoczonej Partii Robotniczej. Był etatowym pracownikiem partii, a w latach 1986–1990 sekretarzem komitetu miejskiego partii.
Wstąpił do Sojuszu Lewicy Demokratycznej, którego członkiem był do 2019.
Pracował jako dyrektor wydziału rozwoju gospodarczego w urzędzie wojewódzkim oraz w prywatnych przedsiębiorstwach. W latach 1994–2002 zasiadał w leszczyńskiej radzie miasta. W 1998 powołano go na urząd prezydenta miasta. W bezpośrednich wyborach samorządowych w 2002, w 2006 i w 2010 (każdorazowo w pierwszej turze) był ponownie wybierany na to stanowisko. W 2014 przegrał wybory w drugiej turze z Łukaszem Borowiakiem, został natomiast radnym miejskim Leszna. Mandat radnego utrzymał również w 2018 jako kandydat komitetu Łukasza Borowiaka. Pełnił funkcję przewodniczącego rady miejskiej Leszna VIII kadencji. W 2024 po raz kolejny został wybrany na radnego.